# Château de Genas
Pour les articles homonymes, voir Genas (homonymie).
Le château de Genas est une propriété privée protégée en tant que monument historique (ISMH), située à Cléon d'Andran, en Drôme provençale.

## Situation
Au cœur de la Drôme provençale, le château de Genas est construit dans la plaine des Andrans, entourée des massifs montagneux de la forêt de Marsanne, de la forêt de Saoû ou celle d'Eyzahut. Il est situé à la sortie de village de Cléon d'Andran, sur la route de Marsanne.

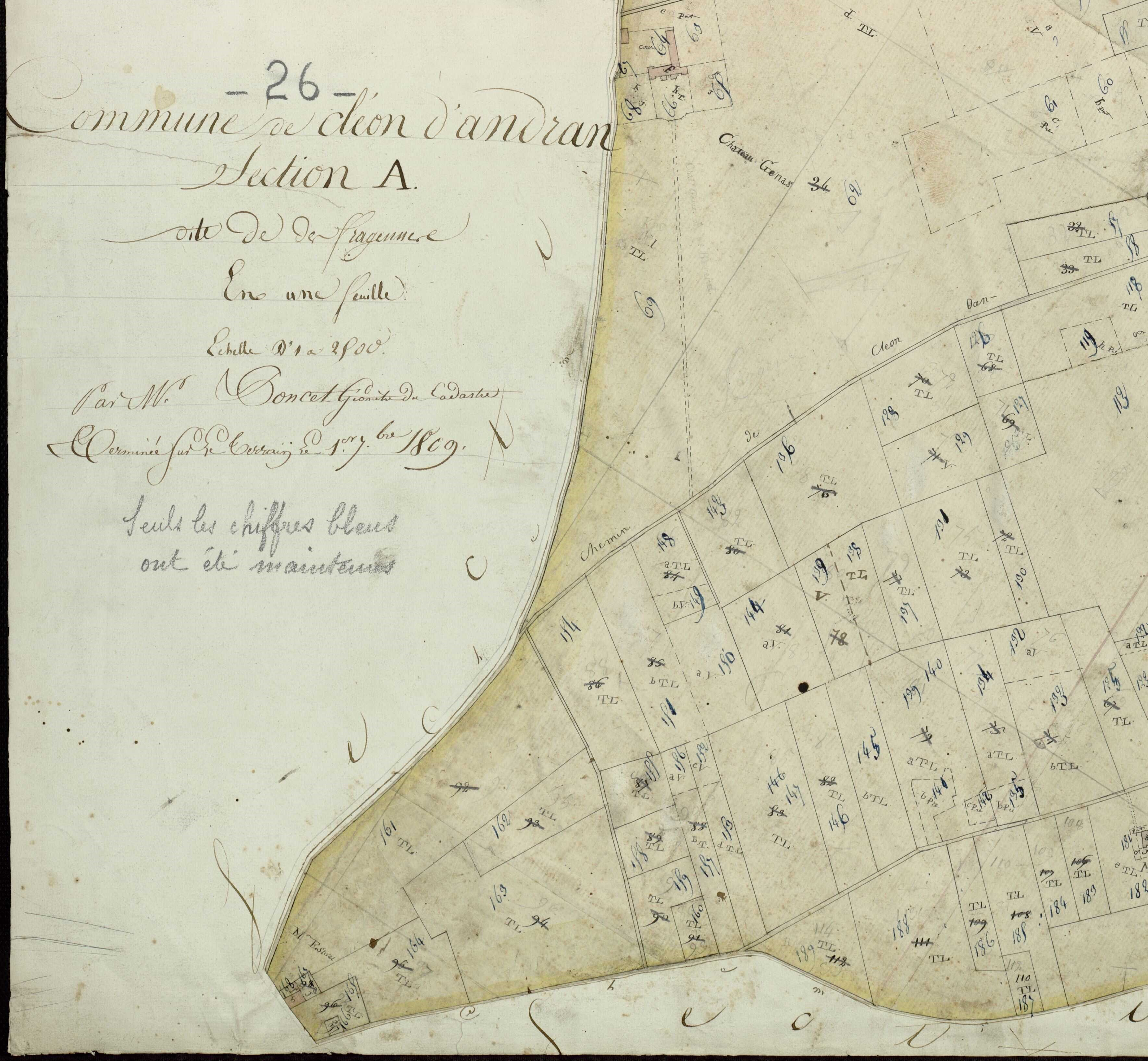
Château de Genas, cadastre napoléonien, 1809

La terre de Cléon d'Andran fut sous l'Ancien Régime une seigneurie. Appartenant d'abord aux Adhémar, elle fut cédée par l'Ordre de Saint-Jean de Jérusalem aux Comtes de Poitiers-Valentinois en 1269 qui la cédèrent eux-mêmes en 1295 aux Taulignan. La seigneurie de Cléon d'Andran fut acquise de ces derniers en 1523 par les d'Urre qui la revendirent en 1669 aux Sillol. Les Moutier, derniers seigneurs de Cléon d'Andran, achetèrent en 1782 les terres.

## Histoire
On ne sait pas grand-chose sur la construction du château de Genas, les archives communales ayant été détruites à deux reprises en 1621 ("par ceux de la religion réformée") et 1648 (lors du logement de la compagnie des chevau-légers de M. de Villeneuve).
C'est au règne de Louis XIII que remonte l'arrivée des Genas à Cléon. Aimar Giraud, bourgeois de Crest, jouissait avant ce temps de ce domaine. Pierre de Saulces, bourgeois à Bourdeaux, épousa une fille d'Aimar appelée Diane. Leur fille Marguerite épousa Blaise de Genas, seigneur de Beaulieu, le 25 septembre 1605. Marguerite hérita de sa mère, et pour une partie, de ses oncles, nobles Isaac et Alexandre de Giraud, sieur de Divajeu, terre qui échut à Hercule Sibeud de Saint-Ferréol, par son mariage avec Suzanne de Giraud, sœur aînée de Diane. C'est donc sur ces terres dans la plaine des Andrans que fut édifié le château. La famille de Genas vint l'habiter en 1614 lorsque Blaise de Genas reçut les propriétés foncières sises à Cléon-d'Andran, d'Aimar  Giraud, grand-père de son épouse (A. Lacroix, op. cit., p. 306).
Blaise de Genas était le fils d'Alexandre, seigneur de Beaulieu, près de Valence, et de Claudine de Dorne, mariés en 1557. Ils eurent un fils Paul, mariés le 30 juillet 1641 avec Marguerite Estezet de Valence.
René de Genas (1642-1742), petit-fils de Blaise et fils d'Alexandre, célibataire, lieutenant du roi à Montélimar, puis à Valence, amateur d'art et érudit (riche bibliothèque et tableaux, médailles romaines et pierres anciennes), hérite de son père Paul de Genas. Il mourut centenaire dans son château. En 1692, il signa un contrat avec Pierre Vieux, tailleur de pierres, pour "fourniture des pierres du grand escalier d'Aymard Giraud". "Plan en élévation et perspective du bâtiment et des environs de Genas, situé sur la paroisse de Cléon-d'Andran" (conservé aux archives départementales du Gard, 1697). Malgré quelques différences concernant l'aménagement du parc, ce dessin est assez proche de l'aspect actuel de la façade du château. En 1739, il dressa l'inventaire de ses meubles et collections (inventaire conservé à la médiathèque de Valence). Il s'engagea dans un long procès avec les Sillol à propos du vingtain qu'il refusait de payer (cf. Cléon d'Andran).

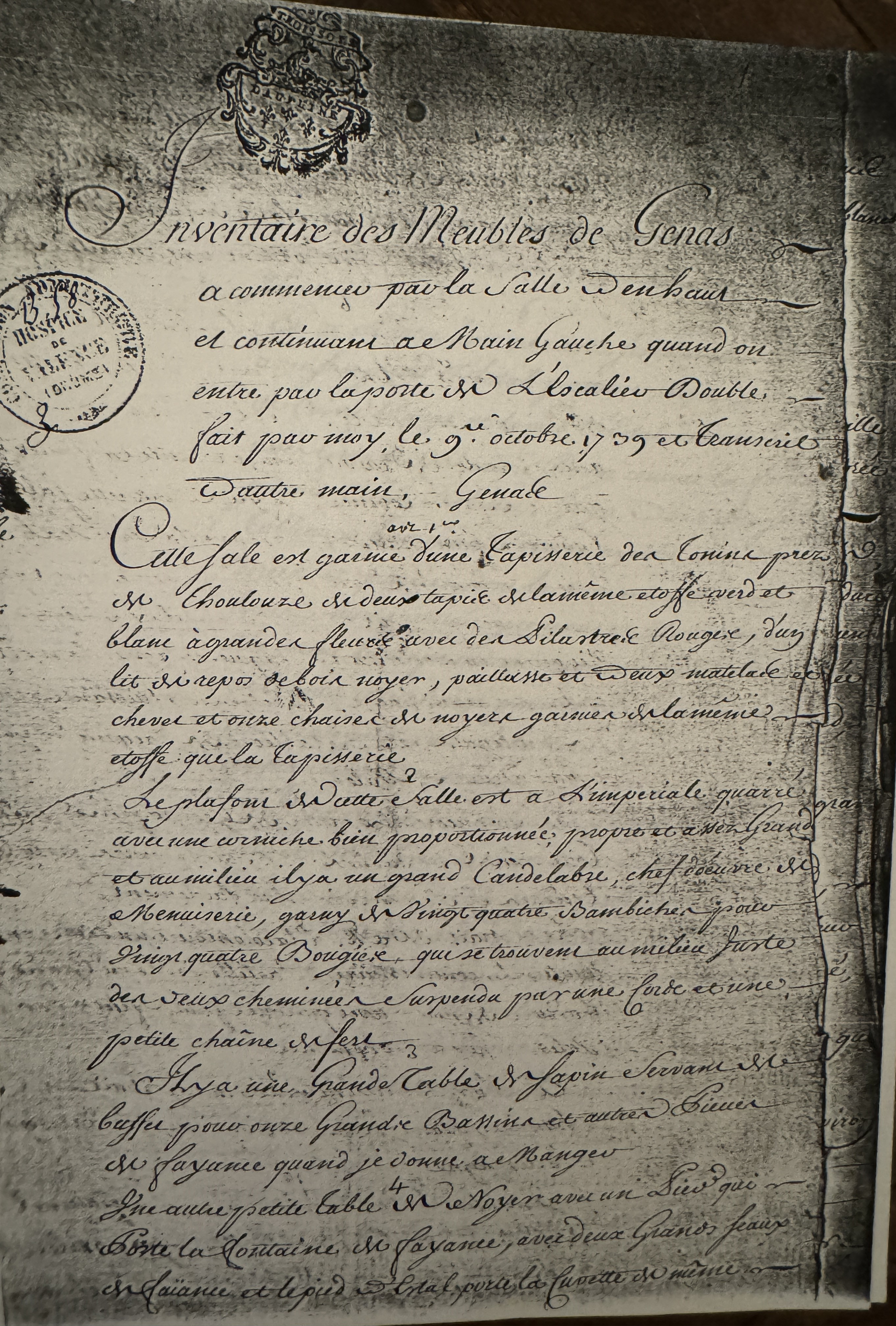
Château de Genas - Inventaire des meubles de René de Genas

Dans le testament de René de Genas (1er mai 1739, déposé chez Maître Mésaugère à Valence), celui-ci mentionne Christophe de Genas, son neveu à la mode de Bretagne, demeurant à Crest, avec substitution au profit de Pierre de Genas, baron de Vauvert, fils de Louis, et s'il mourait sans enfant mâle, le château de Genas reviendrait à l'hôpital Saint-Jean de Valence, ce qui fut le cas après son décès, à l'exception du mobilier, la bibliothèque, les portraits de famille, les papiers et titres des Genas (qui restèrent la propriété des Reynaud de Genas). René de Genas, décédé le 24 août 1742, est enterré dans le cimetière de Cléon d’andran.
En 1782, l'hôpital Saint-Jean de Valence vendit la propriété à M Béraud, de Nîmes, qui le revendit en 1817 à monsieur de Valois, originaire de Lyon, capitaine au régiment d'Angoulême. En 1852, la propriété fut cédée à la famille Raffin, avant d’être reprise par ses propriétaires actuels qui, par les hasards de l'histoire, descendent du frère de Marguerite de Saulces, épouse de blaise de Genas.
Pendant toute la période où il était la propriété de la famille de Genas, le château était alors désigné comme le château de Beaulieu, du fait que les Genas était seigneur de ce lieu, situé près de l'embouchure de l'Isère dans le Rhône. Ce n'est qu'après la sortie du patrimoine de la famille que le domaine prend alors le nom de Château de Genas, ce qui est attesté par le cadastre napoléonien (cf. ci-dessous).

## Description

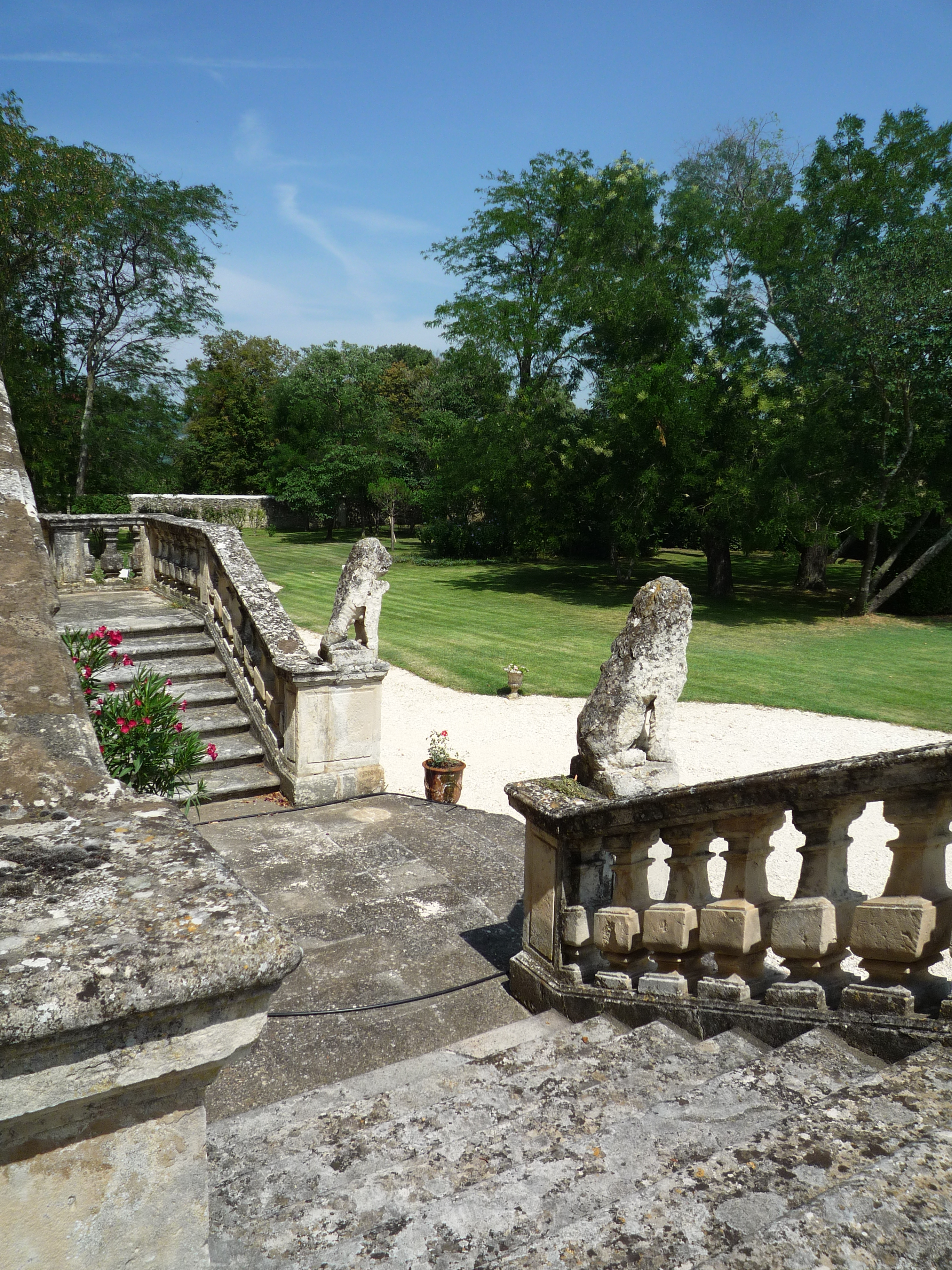
Escalier.

Le bâtiment central est orienté est-ouest afin de se prémunir du mistral. Un bois au Nord du parc sert à abriter celui-ci du vent.
Ce bâtiment – rectangulaire – est, dans son côté est, ce que l'on appelle une « façade décor » de style italien, se prêtant merveilleusement à des mises en scène théâtrales ou lyriques compte tenu de son acoustique. Il est flanqué de deux pavillons en saillie aux extrémités (appelés « tour Nord et tour sud » dans le descriptif de 1739 de René de Genas), avec des frontons curvilignes surmontés de génoises. Les avant-corps, bordés de génoises, sont desservis latéralement par deux autres escaliers à balustres. Une aile sud a été rajoutée au XIXe siècle sans bouleverser l'équilibre de l'ensemble.
L'une des originalités du château de Genas tient à son escalier double à balustres, l'un des rares de la région, orné de part et d'autre de lions et surmonté des armes de la famille de Genas (les derniers Genas prirent pour support deux lions, pour devise : « pour la Foy, ma Mie, mon Roy » et timbrèrent l'écusson d'une couronne de Marquis, sommé d'un lion, armé et couronné), et d' "invraisemblables cheminées à épis".
L'ensemble est décrit dans un document du XVIIIe siècle comme suit : « les bâtiments d'exploitation sont séparés par une grande cour de l'appartement du maître, lequel est composé d'un rez-de-chaussée voûté, où est une chapelle, et d'un étage, où est une grande salle, au milieu de six chambres de maître, d'une autre chambre plus petite et à cheminée et de quelques cabinets et aisances, le tout plafonné à corniche en plâtre, parqueté, fougeré ou proprement tablé, carrelé, orné d'un jardin, d'un parterre, d'une grande basse cour, close de mur, porte et grilles de fer ». Les terres, vignes, prés et bois du domaine avaient alors une contenance d'environ 315 setérées.
Dans l'inventaire qu'il dressa en 1739 peu de temps avant sa mort, René de Genas décrit « l'escalier double donnant accès à la salle d'en haut, laquelle est flanquée de trois chambres à main droite et de trois chambres à main gauche », comme aujourd'hui. De même, l'énumération des pièces voûtées du rez-de-chaussée coïncide avec la disposition actuelle.
Un plan de travaux et d'agrandissement (non effectués) datant de la fin du XVIIIe siècle se trouve aux archives de Nîmes (cf. photo à gauche).

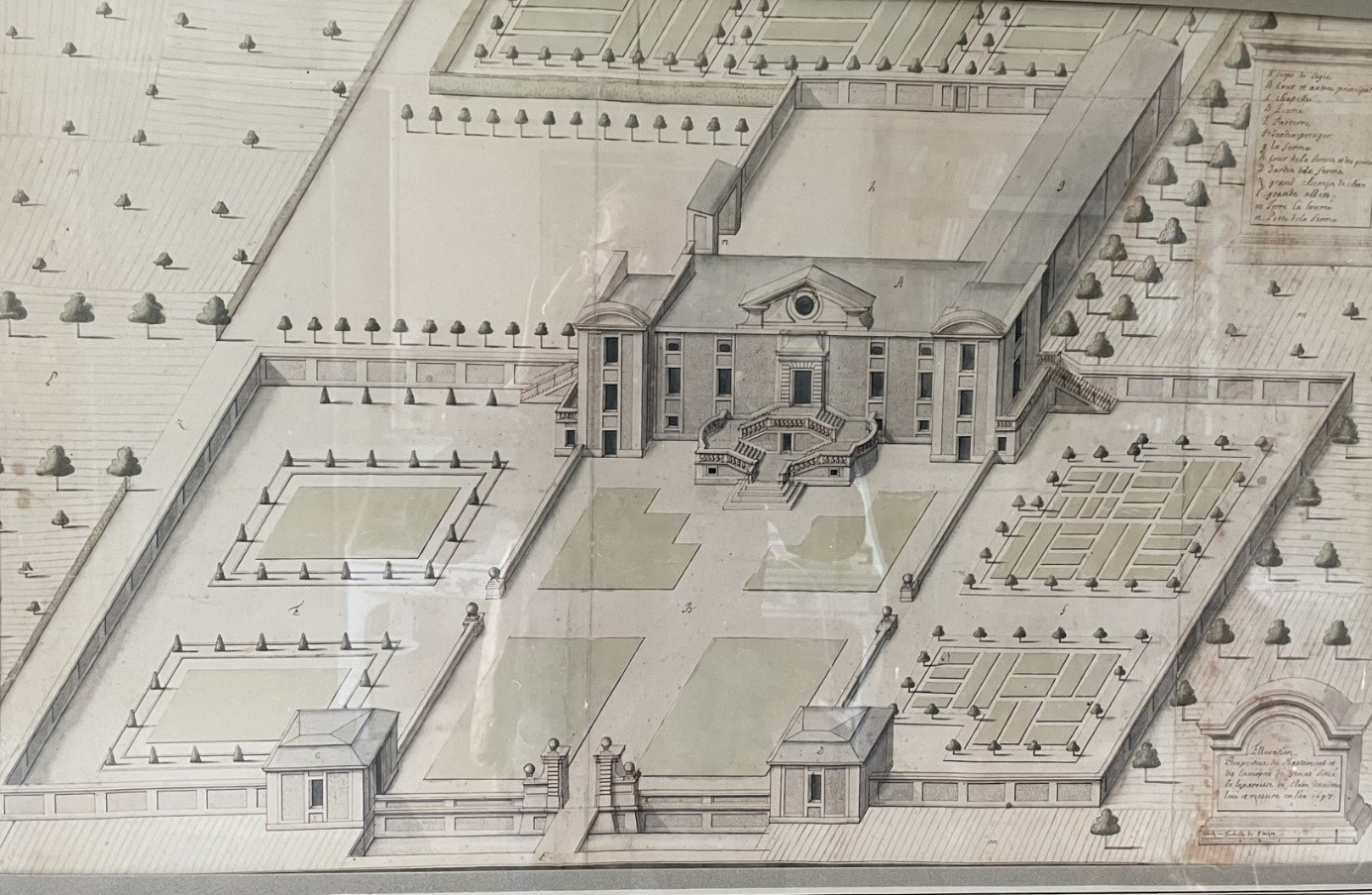
Plan de modification du château de Genas XVIIIe siècle, archives du Gard

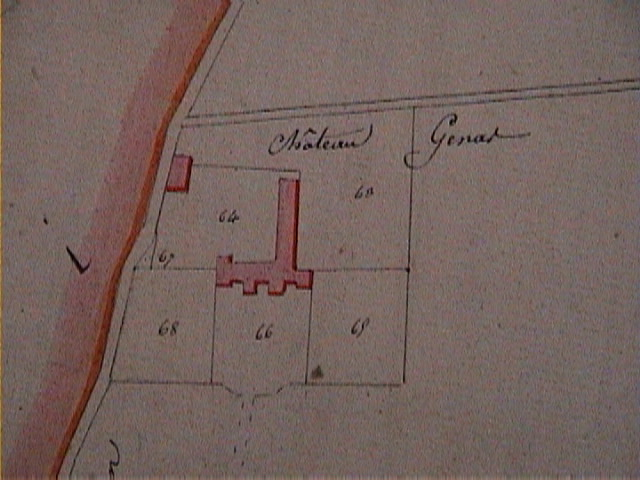
Commune de Cléon d'Andran, cadastre impérial - Château de Genas

Le parc disposait d'un système hydraulique sophistiqué avec plusieurs bassins de retenue d'eau et canalisations pour l'irriguer (disparu aujourd'hui). Ce système était alimenté par éolienne dans le verger, puisant l'eau dans une vaste pièce voûtée souterraine traversée par une rivière.
Le côté ouest est occupé par une cour et des bâtiments de ferme avec notamment une très belle bergerie.

## Protection
Le cadastre impérial de la commune de Cléon d'Andran (cf. photo à gauche) délimite de façon précise le château de Genas.
Une première protection a été effectuée en 1981 en inscrivant l'escalier extérieur aux monuments historiques et la totalité du château de Genas, son parc, ses murs entourant celui-ci et de sa grille sont inscrits depuis le 31 juillet 1989.

## Visite

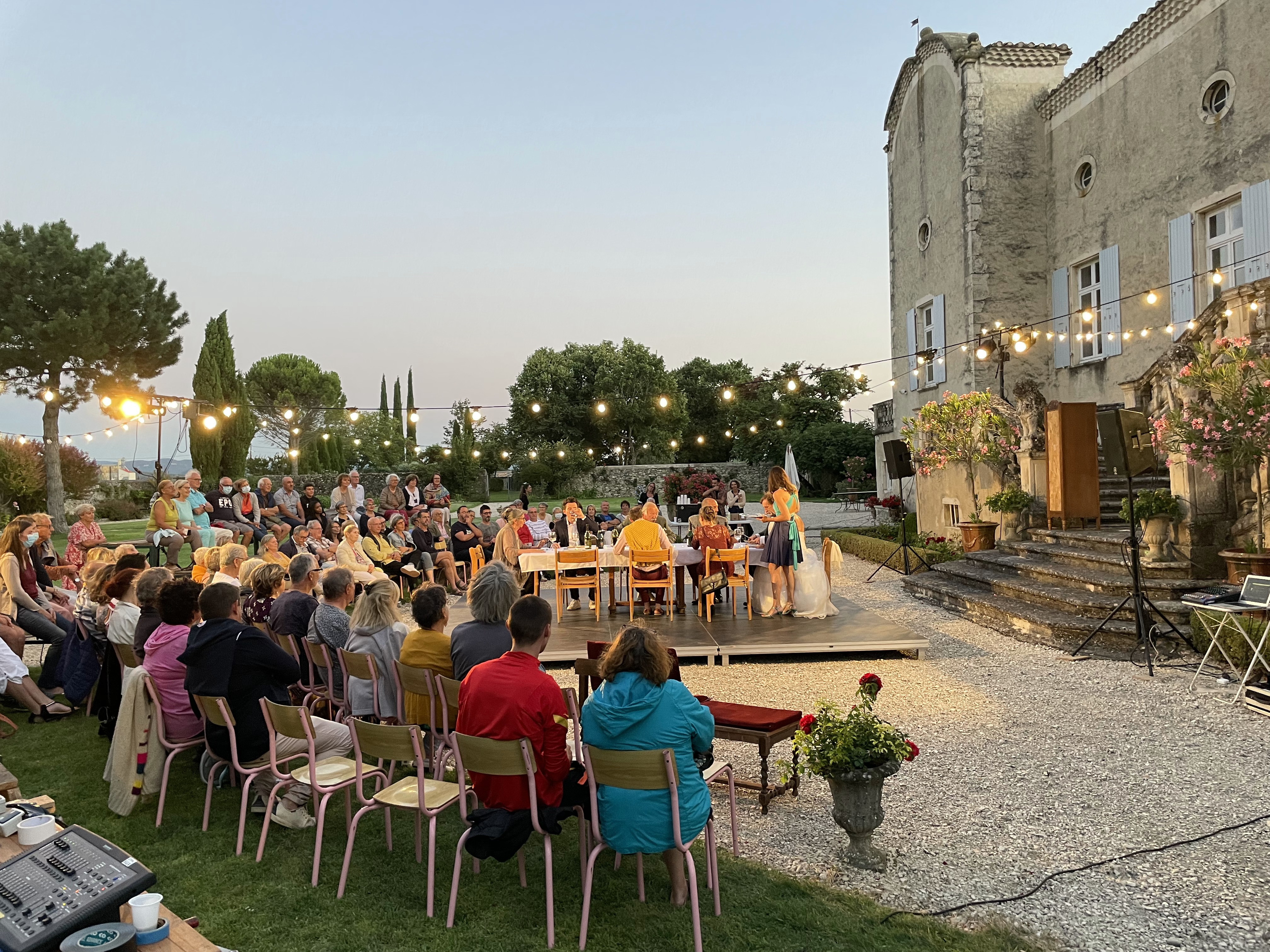
Théâtre de la compagnie du Fenouillet.

Seul le parc peut-être visité au cours des Journées européennes du patrimoine,,
Des expositions d'artistes, concerts et représentations théâtrales ont lieu régulièrement durant l'été dans le parc,,,,,,,.

## Galerie

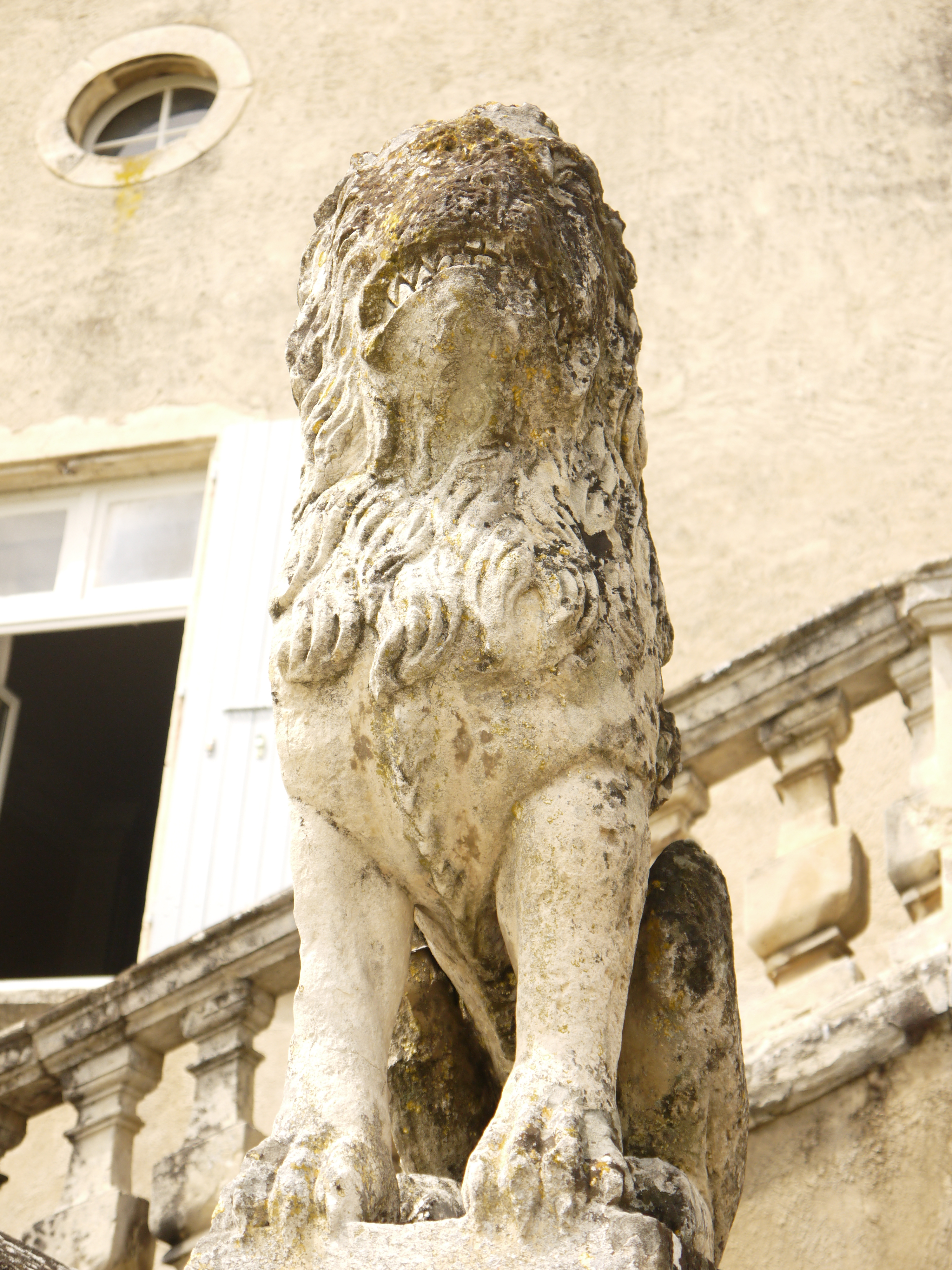
Lion de l'escalier à double révolution du château de Genas.
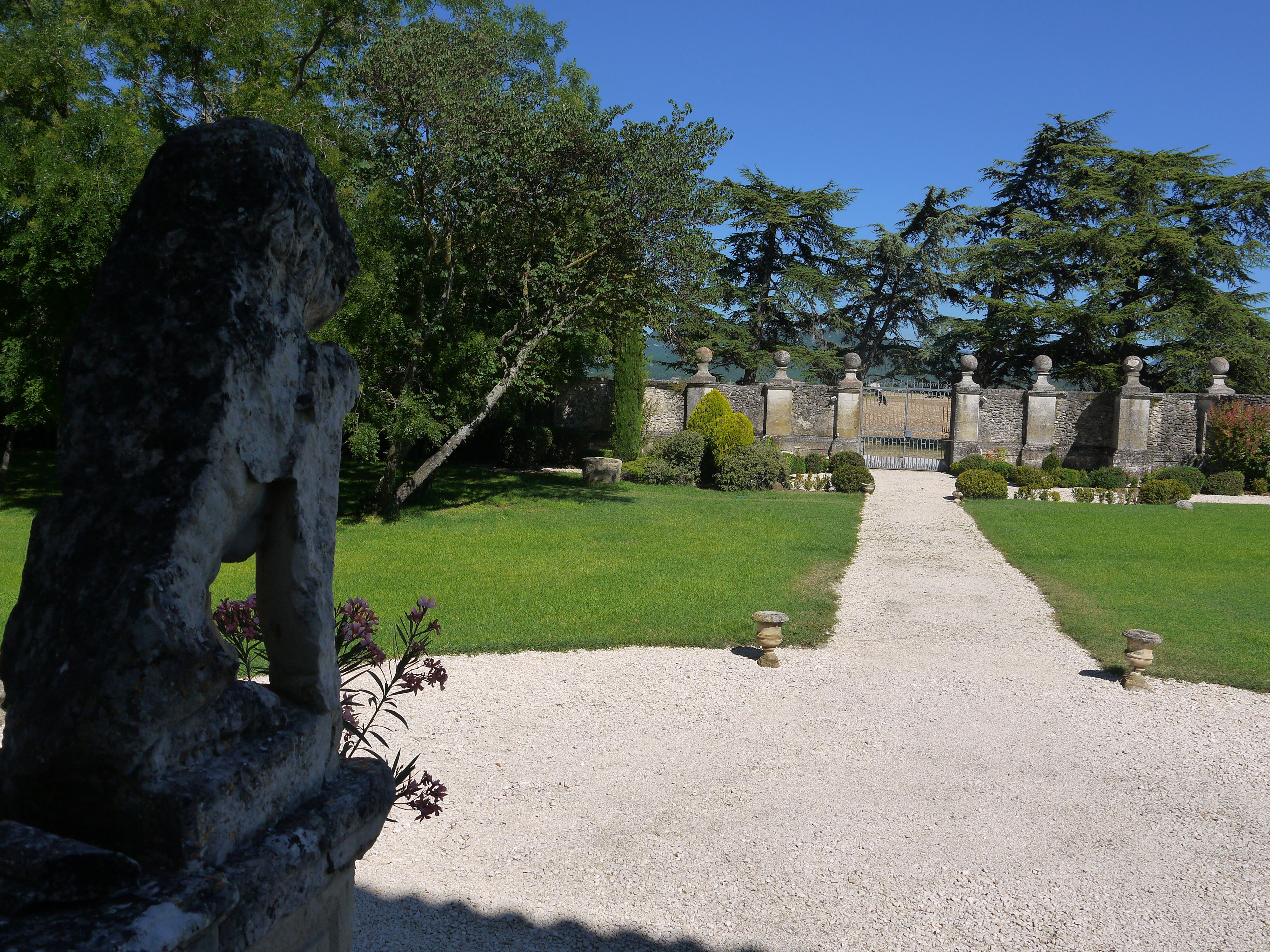
Vue du jardin par l'escalier.
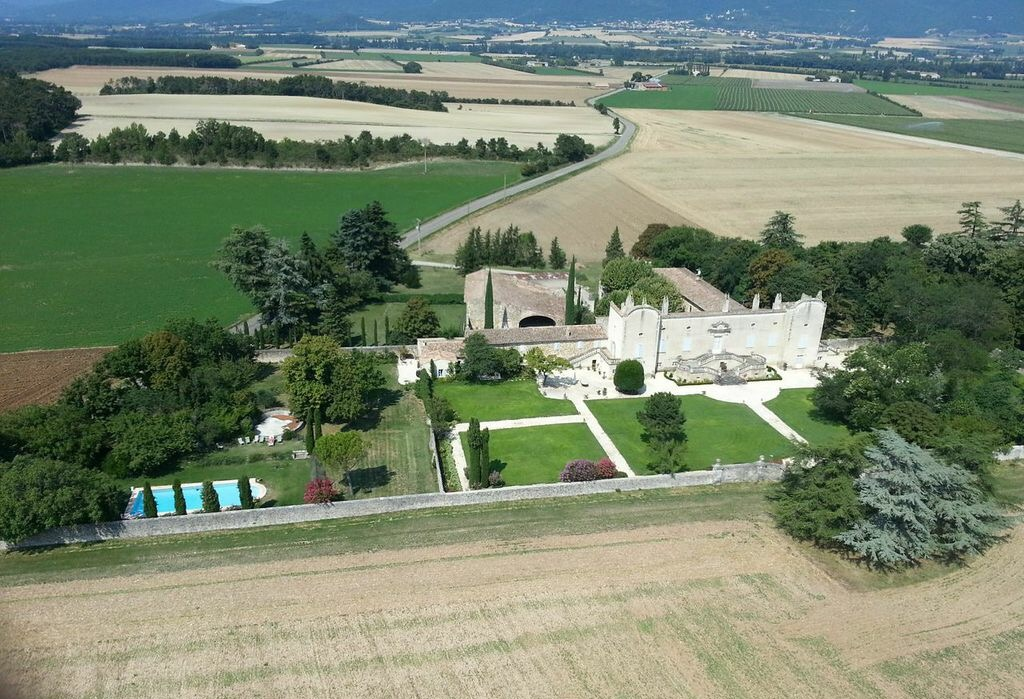
Vue aérienne.
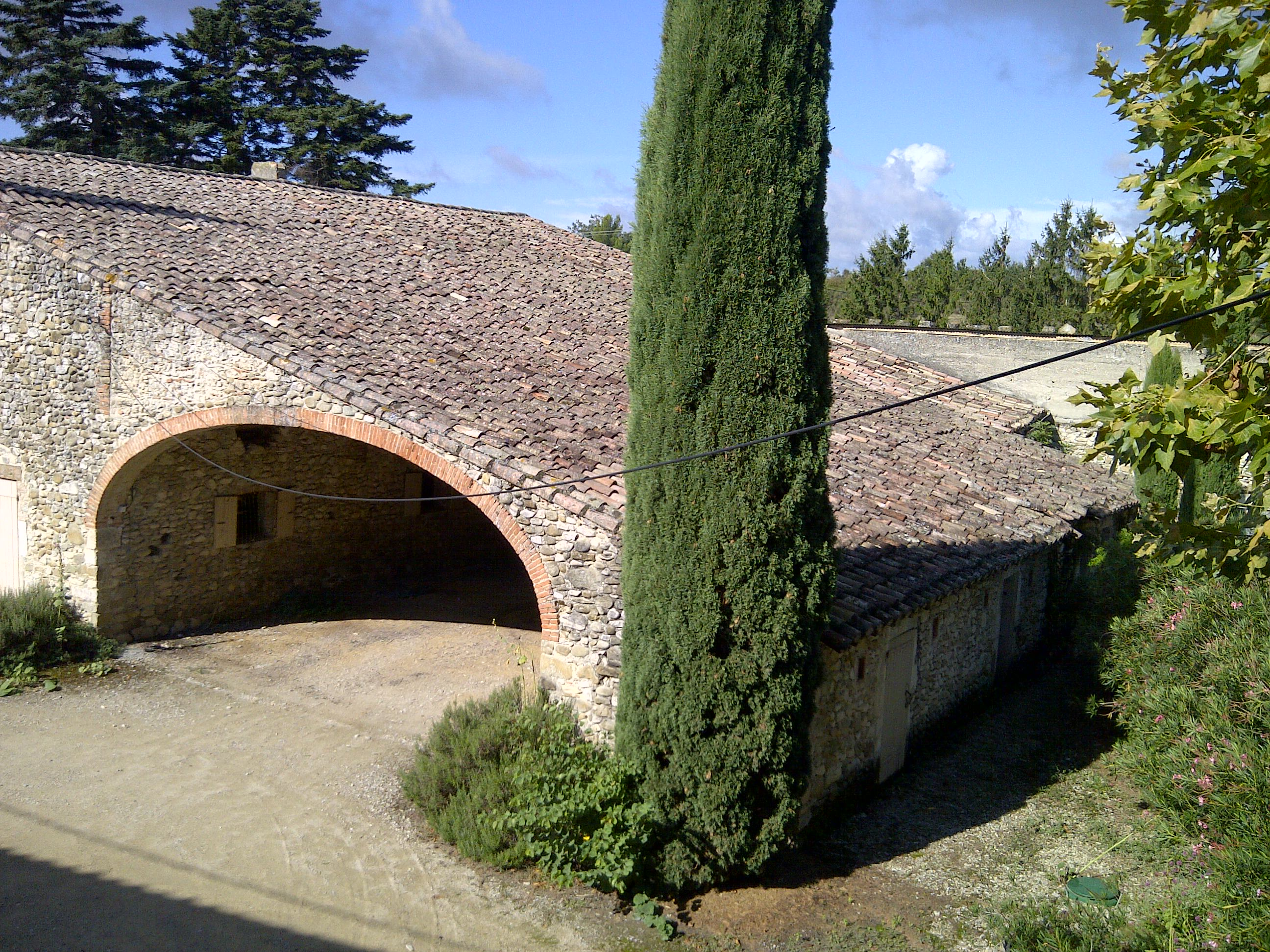
Bergerie.
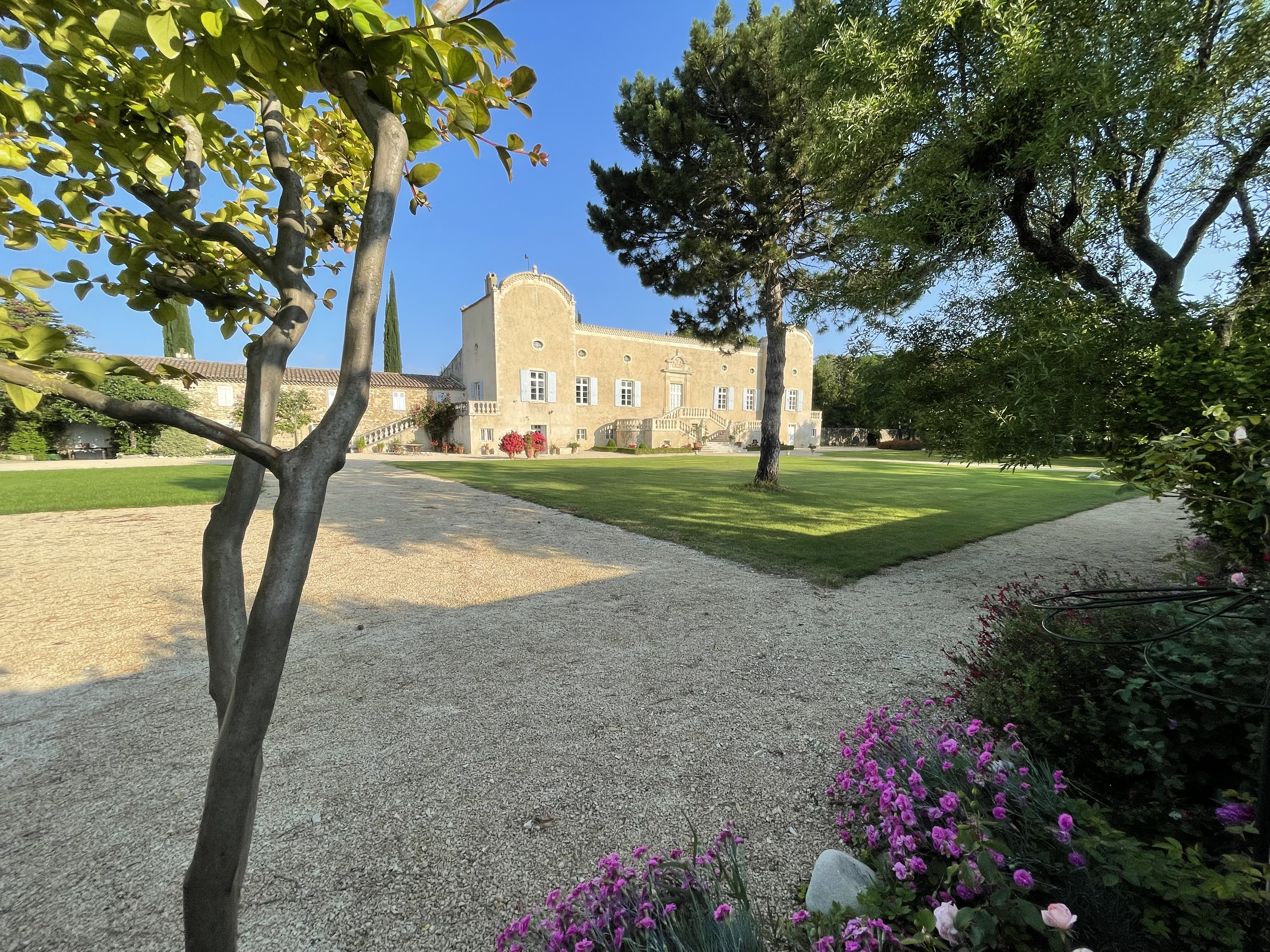
Château de Genas, parc
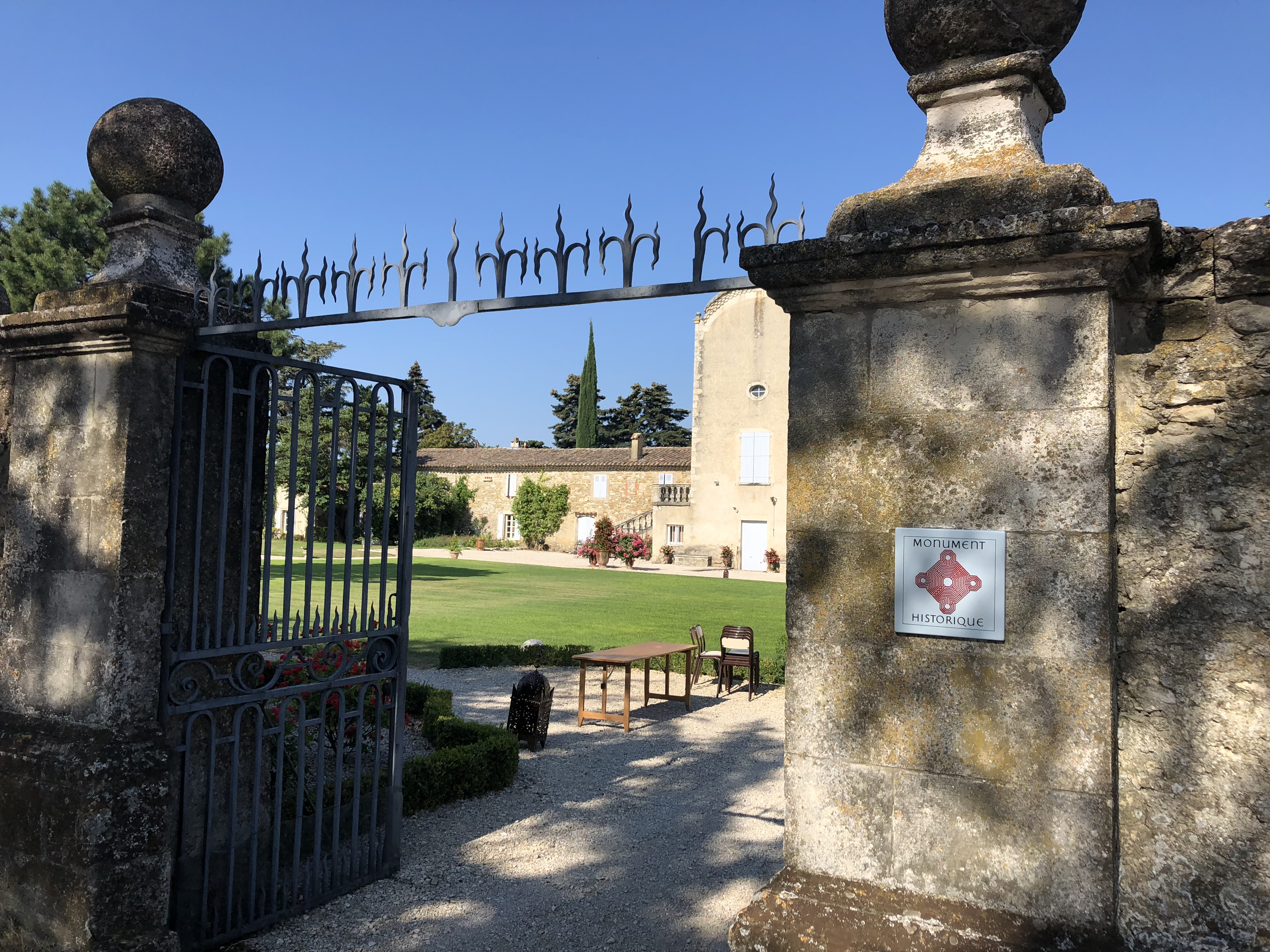
Château de Genas, grille d'entrée.
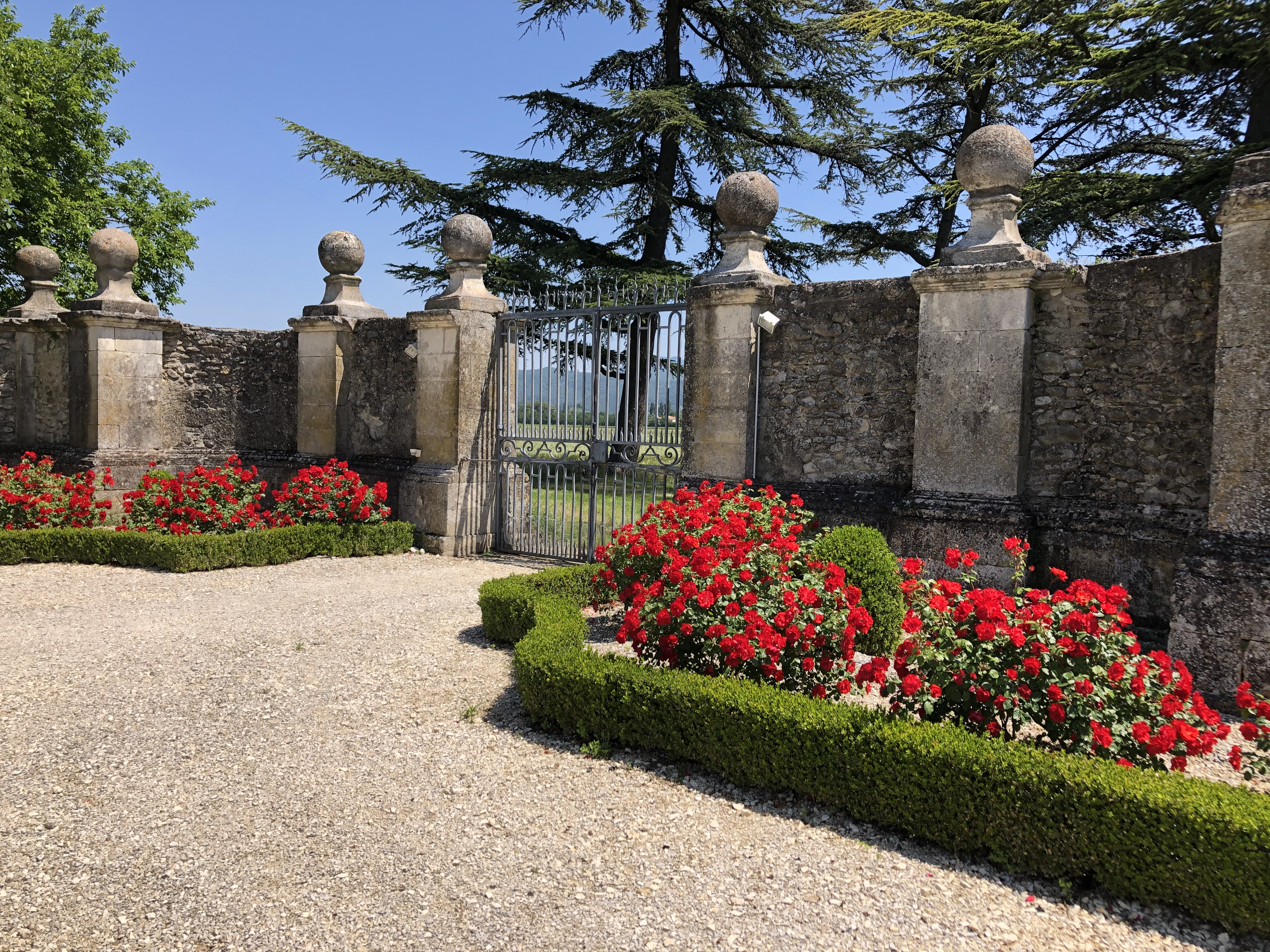
Grille du château de Genas (Drôme).
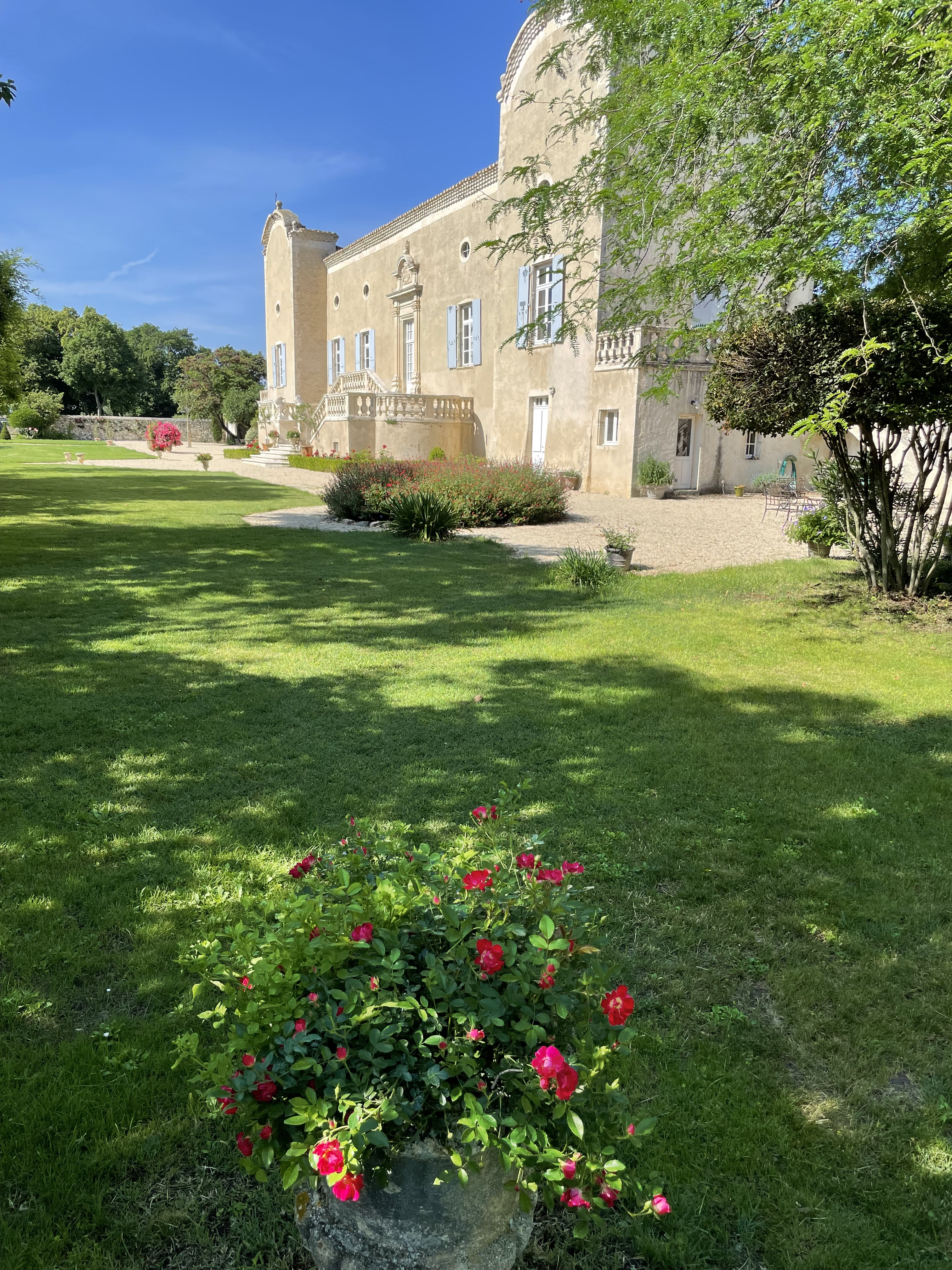
Genas 2023 parc cote Nord.
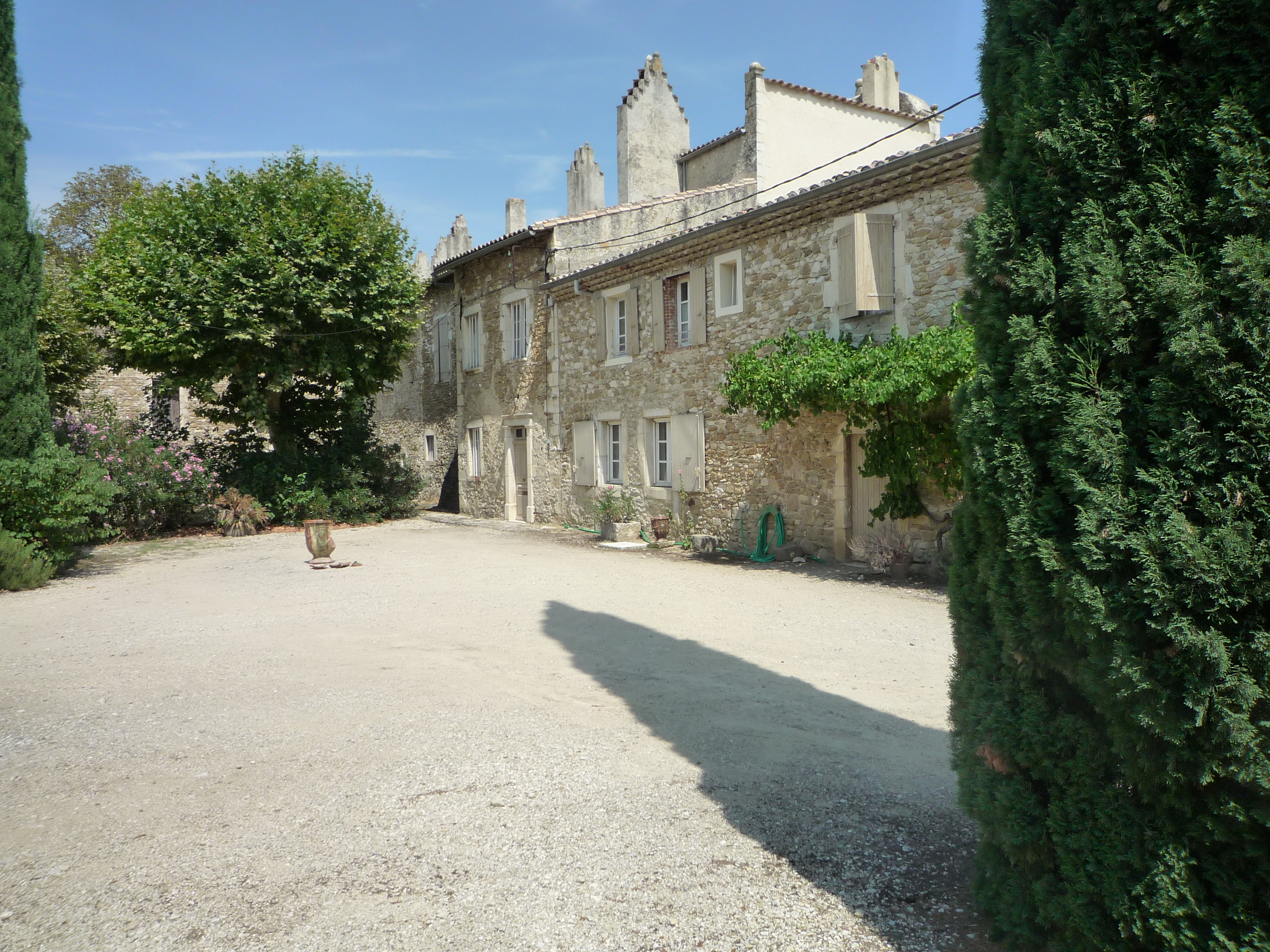
Cour de ferme du Château_de_Genas
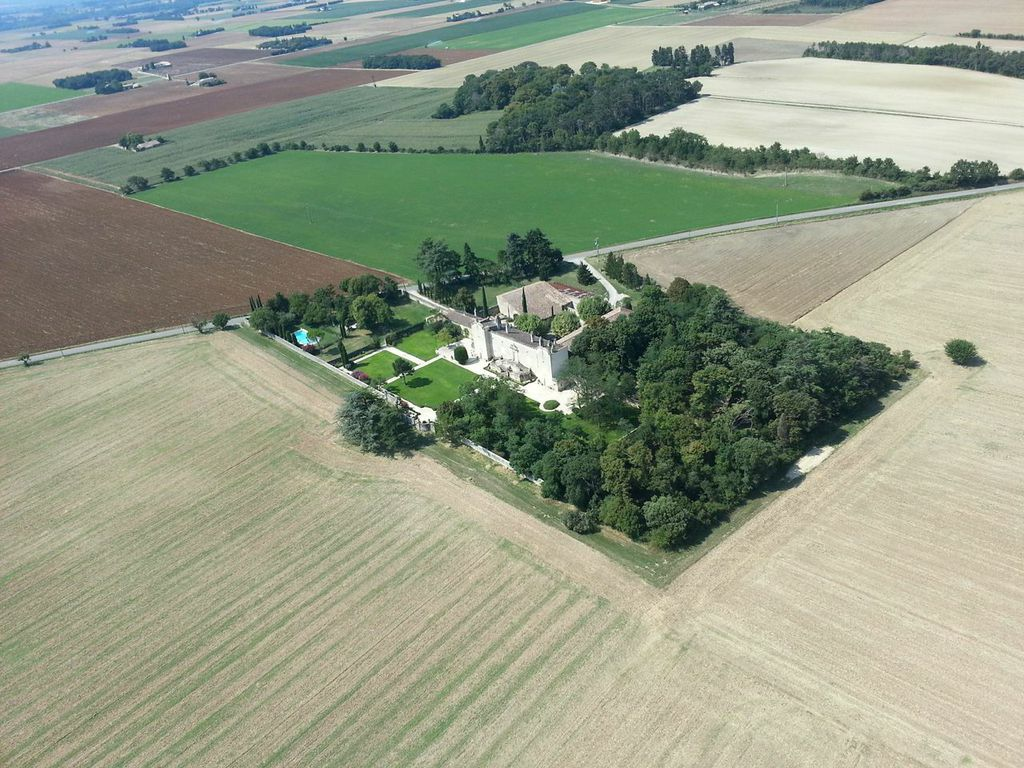
Château de Genas, vue du ciel côté Nord
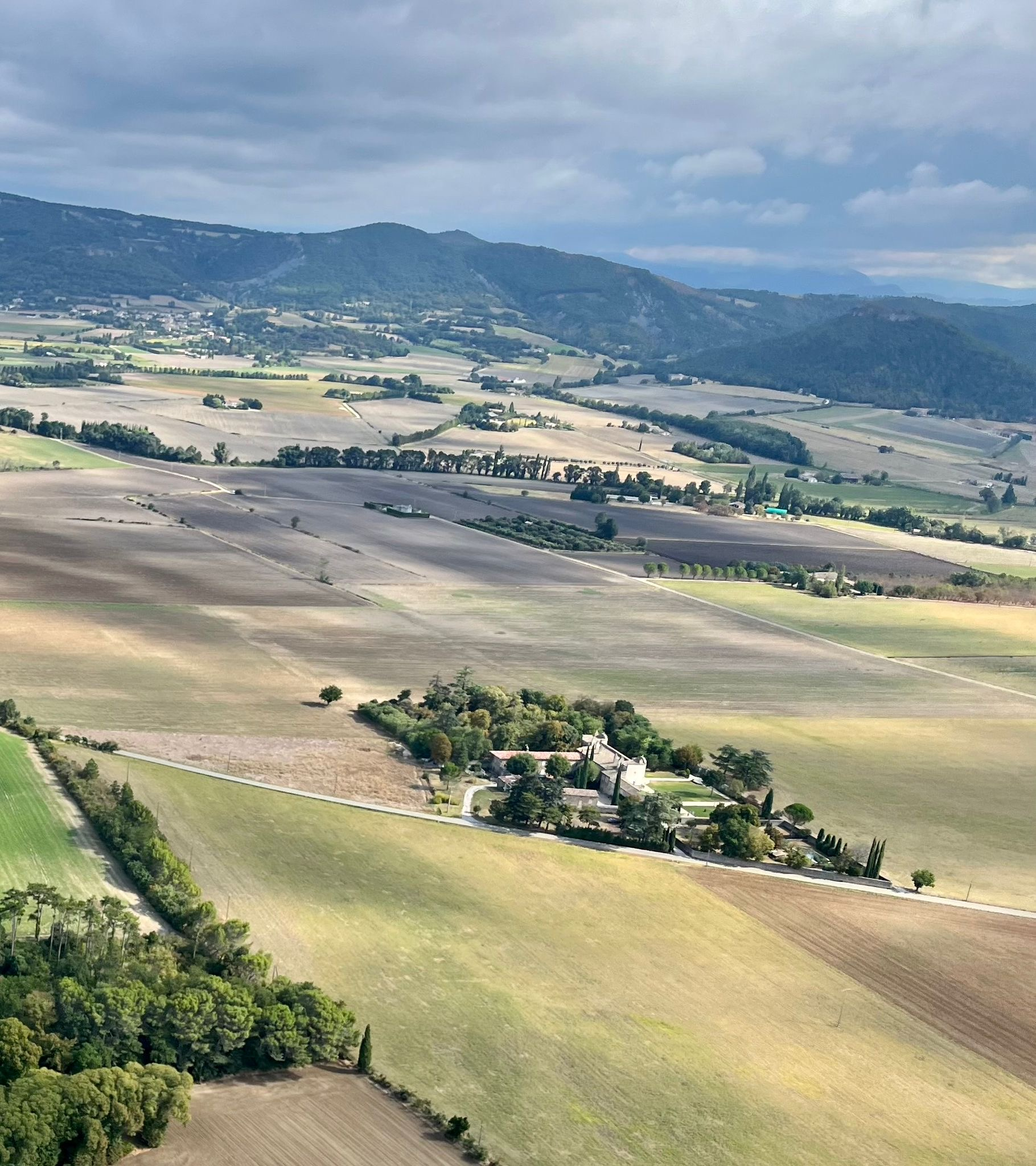
Vue aérienne du château de Genas et de la plaine des Andrans
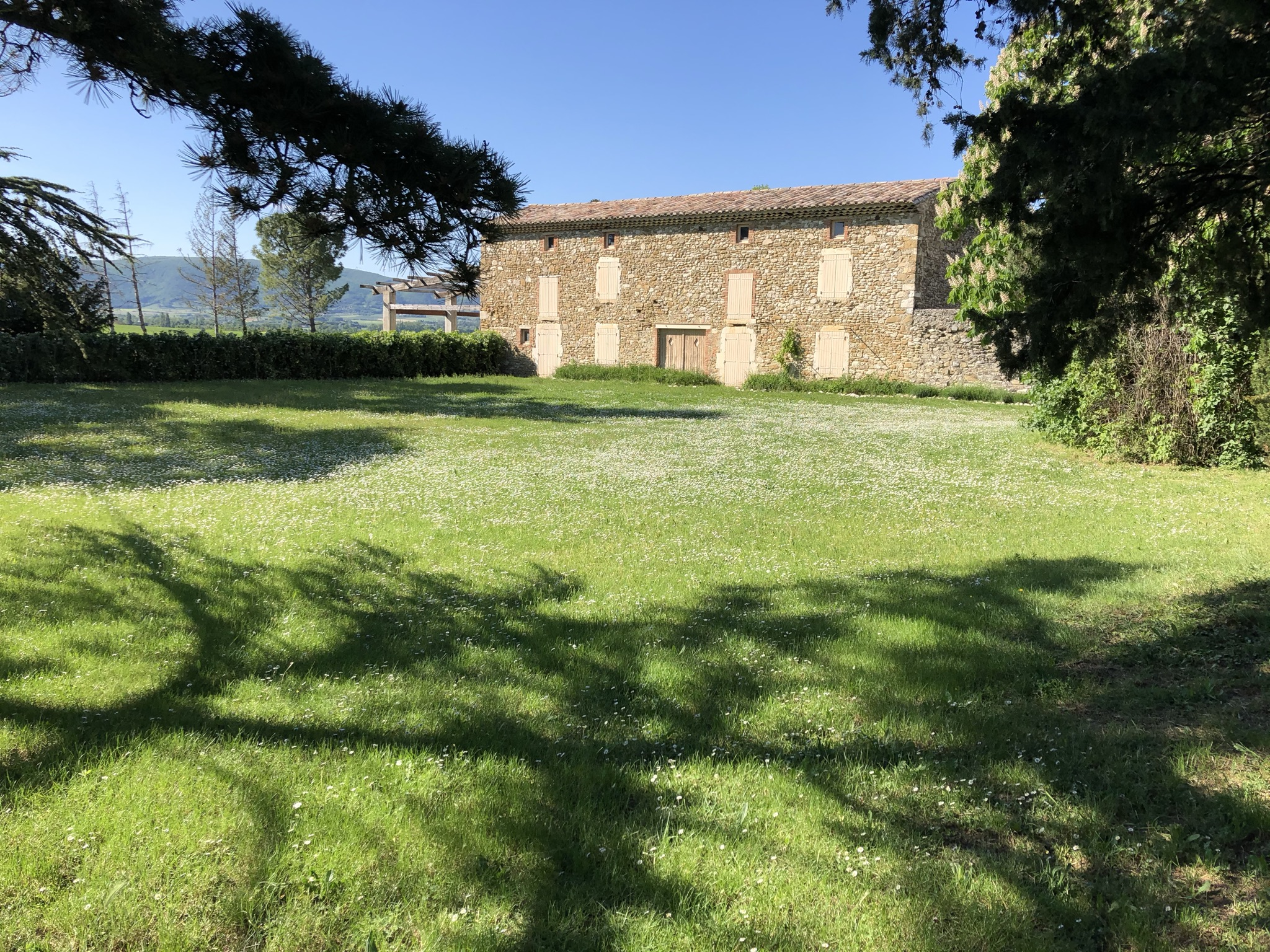
château de Genas, façade bergerie

## Héraldique

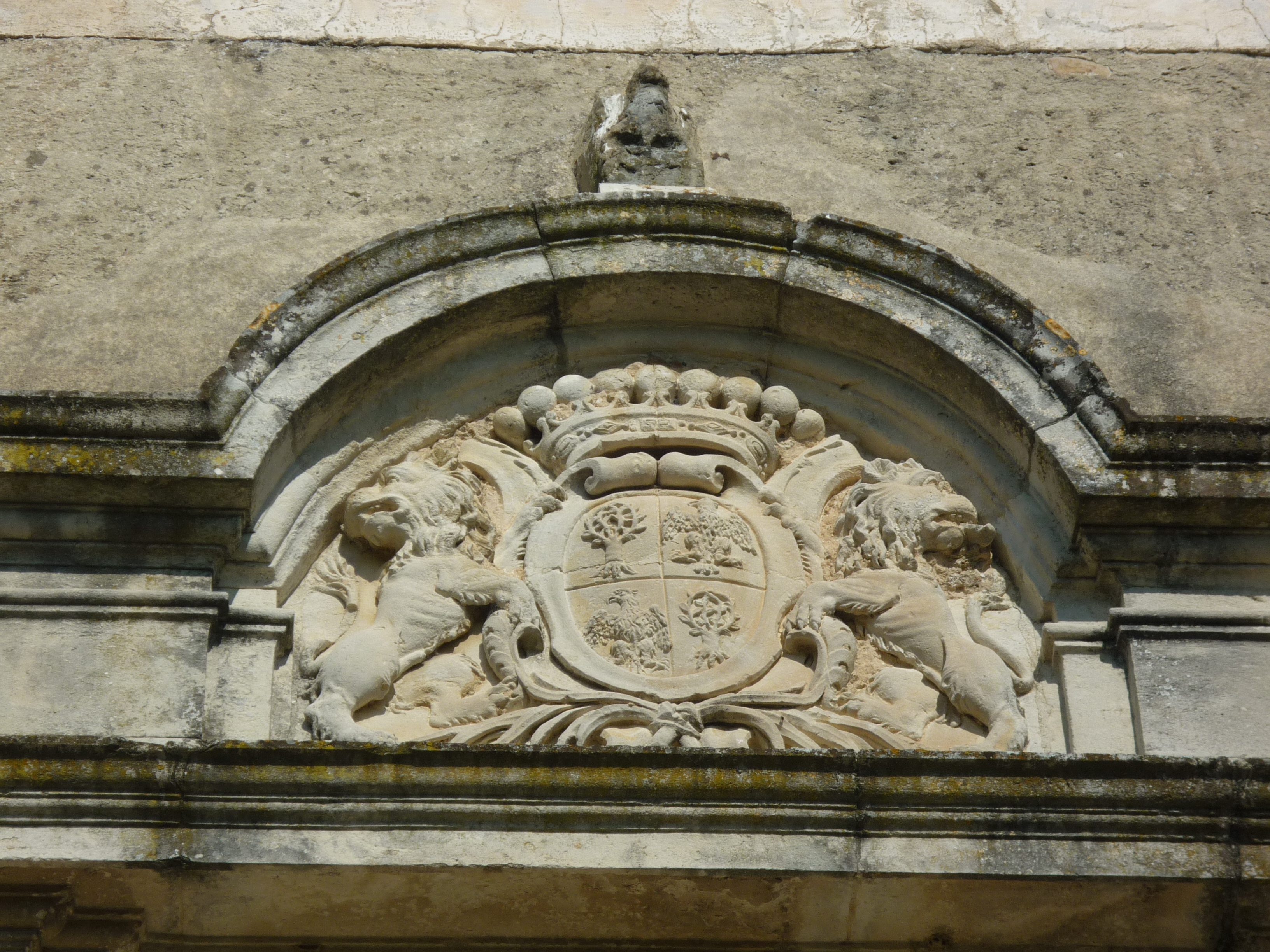
Armoiries de Blaise de Genas situé sur la façade du château.

Les armes des Genas ont souvent été modifiées. Avant 1429, les Genas avaient d'argent au genet de sinople, boutonné d'or. L'union de Louis, l'un d'eux, avec une fille de Charles Spifame, d'Avignon, mais originaires de Lucques, leur fit adopter l'aigle. François de Genas, président de la chambre des comptes du Dauphiné, en 1476, seigneur d'Aiguilles, écartela ses armes : 1° et 4° aux Genas et 2° et 3° aux Spifame, sa mère. Ce sont ces armes qui figurent sur le fronton du château de Genas.
|  | Les armes de la famille de Genas se blasonnent ainsi : Écartelé : « D’or à un genêt de sinople de quatre branches passées en sautoir, fleuri d’or, écartelé au 2 et 3 de gueules à l’aigle d’argent becqué et membré d’or » auxquelles il faut ajouter les aigles des Spifame[réf. nécessaire]. |